# Na'in
Nā'in (em persa: نایین) é uma cidade da província do Isfahan, Irão central. Localizada num oásis situado a 1 545 m de altura, tem cerca de setenta mil habitantes. Nā'in é famosa pelos seus tapetes persas.